# Lijst van gemeentelijke monumenten in Utrecht (stad)/Binnenstad/Nobelstraat e.o.
De buurt Nobelstraat en omgeving in de wijk Binnenstad van Utrecht kent de volgende 36 gemeentelijke monumenten beschreven in 25 regels (monumentnummers). Hieronder een overzicht.
| Object | Bouwjaar                                                              | Architect                                          | Locatie                                           | Coördinaten                 | Nr.       | Afbeelding  |
| --- | --------------------------------------------------------------------- | -------------------------------------------------- | ------------------------------------------------- | --------------------------- | --------- | ----------- |
| Woonhuis | 17e eeuw (kern) op middeleeuwse kelder                                |                                                    | Ambachtstraat 13                                  | 52° 5' 35" NB, 5° 7' 28" OL | 0344/1056 | Upload foto |
| Twee huizen van middeleeuwse oorsprong, in de 19e eeuw verbouwd ten behoeve van het paleis van Lodewijk Napoleon | Middeleeuwse oorsprong; verbouwing 1807-1809                          | J.D. Zocher/J.Th. Thibault (19e-eeuwse verbouwing) | Drift 27                                          | 52° 5' 41" NB, 5° 7' 26" OL | 0344/1057 | Upload foto |
| Blok van drie panden                                                                                             | 17e eeuw (of 16e eeuw)                                                |                                                    | Keizerstraat 5 t/m 15, 23 en 25                   | 52° 5' 36" NB, 5° 7' 29" OL | 0344/1059 | Upload foto |
| Pand met fabrieksschoorsteen behorend tot het complex van edelsmederij Brom                                      | Middeleeuws                                                           |                                                    | Keizerstraat 16                                   | 52° 5' 37" NB, 5° 7' 29" OL | 0344/1060 | Upload foto |
| Het ‘kleinste huisje’ of ‘het huisje van Sluijmer’ op een zeer kleine plattegrond                                | 2003 (ontwerp 1992)                                                   | Hans Sluijmer, Sluijmer en Van Leeuwen             | Kromme Nieuwegracht 2                             | 52° 5' 34" NB, 5° 7' 23" OL | 0344/1759 | Upload foto |
| Voorhuis van een school; R.K. St. Gregoriusschool                                                                | 1909                                                                  |                                                    | Kromme Nieuwegracht 34                            | 52° 5' 32" NB, 5° 7' 31" OL | 0344/1061 | Upload foto |
| Woonhuis | 1885 (circa)                                                          |                                                    | Kromme Nieuwegracht 50                            | 52° 5' 30" NB, 5° 7' 34" OL | 0344/1062 | Upload foto |
| Winkel-woonhuis in een door Berlage geïnspireerde stijl                                                          | Eind jaren dertig van de 20e eeuw                                     |                                                    | Muntstraat 9 en Nobelstraat 215                   | 52° 5' 35" NB, 5° 7' 31" OL | 0344/1070 | Upload foto |
| Oorspronkelijk onderdeel van een dwarshuis, samen met nummer 7                                                   | Middeleeuwen                                                          | Zocher                                             | Lange Jufferstraat 5                              | 52° 5' 35" NB, 5° 7' 32" OL | 0344/1063 | Upload foto |
| Oorspronkelijk onderdeel van een dwarshuis, samen met nummer 5                                                   | Middeleeuwen                                                          | Zocher                                             | Lange Jufferstraat 7-7bis                         | 52° 5' 36" NB, 5° 7' 32" OL | 0344/1064 | Upload foto |
| Café-restaurant Flora                                                                                            | 1895                                                                  | Zocher                                             | Lucasbolwerk 1                                    | 52° 5' 34" NB, 5° 7' 35" OL | 0344/1065 | Upload foto |
| Complex van drie winkelwoonhuizen                                                                                | 1895                                                                  | P.J. Houtzagers                                    | Lucasbolwerk 2 t/m 2C eb Nobelstraat 28-28B en 30 | 52° 5' 35" NB, 5° 7' 34" OL | 0344/1066 | Upload foto |
| Dubbelpand; twee panden in een eclectische stijl met neobarok elementen                                          | 1875                                                                  | J.H.J. van Lunteren sr.                            | Lucasbolwerk 4-5                                  | 52° 5' 35" NB, 5° 7' 34" OL | 0344/1067 | Upload foto |
| Twee panden; eclectisch onderkelderd dubbelpand met neobarok elementen                                           | 1875                                                                  | J.H.J. van Lunteren sr.                            | Lucasbolwerk 12-13                                | 52° 5' 38" NB, 5° 7' 34" OL | 0344/1068 | Upload foto |
| Drie herenhuizen in eclectische stijl                                                                            | 1873                                                                  | J.H.J. van Lunteren sr.                            | Lucasbolwerk 14-15-16                             | 52° 5' 38" NB, 5° 7' 33" OL | 0344/1068 | Upload foto |
| Woonhuis | 19e-eeuwse elementen; oudere oorsprong                                |                                                    | Nobeldwarsstraat 4                                | 52° 5' 34" NB, 5° 7' 33" OL | 0344/1071 | Upload foto |
| Koetshuis met bovenwoning                                                                                        | 1867 ingrijpend verbouwd; oudere oorsprong                            |                                                    | Nobeldwarsstraat 20-20bis                         | 52° 5' 33" NB, 5° 7' 35" OL | 0344/1072 | Upload foto |
| Hoekpand met pakhuis in neorenaissance stijl                                                                     | 1867 ingrijpend verbouwd; oudere oorsprong                            |                                                    | Nobelstraat 6 en Keizerstraat 1 t/m 1D            | 52° 5' 35" NB, 5° 7' 29" OL | 0344/1073 | Upload foto |
| Appartementencomplex met winkels met invloeden van de Nieuwe Zakelijkheid                                        | Eind jaren dertig van de 20e eeuw                                     |                                                    | Nobelstraat 121 t/m 137                           | 52° 5' 35" NB, 5° 7' 27" OL | 0344/1075 | Upload foto |
| Winkelwoonpand; gepleisterd in classicistische stijl                                                             | Midden van de 19e eeuw in huidige vorm; vermoedelijk oudere oorsprong |                                                    | Nobelstraat 239                                   | 52° 5' 34" NB, 5° 7' 32" OL | 0344/1077 | Upload foto |
| Dubbelpand; twee winkelwoonhuizen met Jugendstil-vormen                                                          | 1898                                                                  |                                                    | Nobelstraat 263/273 (voorheen 35/37)              | 52° 5' 34" NB, 5° 7' 34" OL | 0344/1078 | Upload foto |
| Woonhuis | 17e-eeuwse of mogelijk ook middeleeuwse oorsprong                     |                                                    | Nobelstraat 313                                   | 52° 5' 34" NB, 5° 7' 35" OL | 0344/1079 | Upload foto |
| Woonhuis | Middeleeuwse opzet                                                    |                                                    | Wittevrouwenstraat 13                             | 52° 5' 42" NB, 5° 7' 31" OL | 0344/1080 | Upload foto |
| Woonhuis | 18e eeuw (lijstgevel)                                                 |                                                    | Wittevrouwenstraat 15                             | 52° 5' 42" NB, 5° 7' 31" OL | 0344/1081 | Upload foto |
| Winkelwoonhuis met voor- en achterhuis                                                                           | Middeleeuwen (voorhuis); 19e eeuw (achterhuis)                        |                                                    | Wittevrouwenstraat 17-17bis                       | 52° 5' 42" NB, 5° 7' 31" OL | 0344/1082 | Upload foto |